# Xavier Artigas
Xavier Artigas, född 27 maj 2003 i Corbera de Llobregat, är en spansk motorcykelförare som tävlar i grenen roadracing. 
Artigas tävlade 2019 i juniorvärldsmästerskapen i Moto3. Han fick möjlighet att göra debut i senior-VM i Moto3 säsongen 2019 i Valencias Grand Prix. Artigas kom på tredje plats i sin debuttävling. 

## Framskjutna placeringar
Uppdaterad till 2019-12-31.
| \| Nr \| Grand Prix \| År \| \| -- \| ---------- \| ---- \| \| 1 \| Valencia \| 2019 \| |            |      |
| Nr                                                                                      | Grand Prix | År   |
| 1                                                                                       | Valencia   | 2019 |